# Proxène
Ne doit pas être confondu avec Proxène de Thèbes.
Cet article possède un paronyme, voir Proxénète.

Dans la Grèce antique, « on appelle proxène d’une cité A dans une cité B, le citoyen de la cité B qui accepte de se charger des intérêts des citoyens de la cité A, résidents ou de passage ». Un proxène (en grec ancien : πρόξενος, à l’origine « hôte public ») est un citoyen influent ou un étranger, protecteur et défenseur, à titre honorifique, des intérêts de ses nationaux dans une autre cité. Cimon et Callias le Prodigue, furent proxènes d'Athènes à Sparte. Cette institution, à peu près similaire à celle des consuls dans le monde moderne, prend sa source dans les pratiques traditionnelles de l’hospitalité en Grèce. Mais les Athéniens firent de leurs proxènes non plus des hôtes publics, mais de véritables agents de renseignements en les recrutant parmi leurs partisans et en les protégeant sur le plan judiciaire en cas de procès criminel : par décrets, les proxènes des Athéniens étaient soustraits à la juridiction de leur propre cité et avaient le droit de faire appel à la justice populaire athénienne.
Une récente étude économico-historique a montré que les services fournis par les bénéficiaires de proxenia à leur ville affiliée pourraient réduire les coûts de transaction économique et favoriser les échanges commerciaux.

## Sources antiques
- Pierre Chambry (dir.) (trad. Pierre Chambry), Xénophon. Œuvres complètes : Les Helléniques. L'Apologie de Socrate. Les Mémorables, t. III, Garnier-Flammarion, 1967 (1re éd. 1967)
- (grc + fr) Xénophon (trad. François Ollier), Le Banquet. Apologie de Socrate., Flammarion, 2014 (1re éd. 1961), 119 p. (ISBN 978-2-251-00334-4), p. 47
- Émile Chambry, Émeline Marquis, Alain Billault et Dominique Goust (trad. du grec ancien par Émile Chambry), Lucien de Samosate : Œuvres complètes, Paris, Éditions Robert Laffont, coll. « Bouquins », 2015, 1248 p. (ISBN 978-2-221-10902-1)